# Emergência médica
Uma emergência médica é um machucado ou doença que necessita de atendimento médico imediato. É uma situação ou problema que põe em causa a sobrevivência do indivíduo a curto prazo, seja por doença súbita ou trauma, ou que lhe pode gerar incapacidade permanente grave e que necessita de ser abordado num intervalo curto de tempo, geralmente em poucos minutos.
No Brasil foi aprovada a nova especialidade em medicina de emergência, sendo especialistas médicos que se submetem a uma residência médica de 3 anos, com objetivo de receber e estabilizar todos os pacientes graves que entre na emergência. 